# Blessing Ogundiran
Blessing Ogundiran (* 11. November 1999) ist eine nigerianische Leichtathletin, die sich auf den Sprint spezialisiert hat. Mit der nigerianischen 4-mal-100-Meter-Staffel siegte sie 2024 bei den Afrikaspielen in Accra.

## Sportliche Laufbahn
Erste internationale Erfahrungen sammelte Blessing Ogundiran im Jahr 2024, als sie bei den Afrikaspielen in Accra mit 11,77 s im Halbfinale im 100-Meter-Lauf ausschied. Zudem kam sie mit der nigerianischen 4-mal-100-Meter-Staffel im Vorlauf zum Einsatz und trug damit zum Gewinn der Goldmedaille bei.
2023 wurde Odundiran nigerianische Meisterin im 100-Meter-Lauf sowie 2021 in der 4-mal-100-Meter-Staffel.

## Persönliche Bestleistungen
- 100 Meter: 11,32 s (0,0 m/s), 17. Juni 2021 in Lagos